# سيربيكو
سيربيكو فيلم بوليسي إيطالي أمريكي للمخرج سيدني لوميت انتج سنة 1973 وكتبه والدو سالت ونورمان ويكسلر قام ببطولة الفيلم آل باتشينو، جون راندولف، كارولين شابمان الفيلم مبني علي قصة حياة الحقيقة للشرطي فرانك سيربيكو.

## الجوائز
حقق الفيلم نجاحًا نقديًا وعامًا. حصل على ترشيحين لجائزة الأوسكار اشتهر آل باتشينو بأدائه، وحصل على جائزة غولدن غلوب لأفضل ممثل في فيلم درامي.